# Knægt (bygningsdel)
 For alternative betydninger, se Knægt. (Se også artikler, som begynder med Knægt)
En knægt er en bygningsdel, der går længere ud end den facade eller væg, som den sidder på, og understøtter den overliggende konstruktion.